# Museu Etnològic La Casa Gran
El Museu Etnològic La Casa Gran és un museu situat al municipi de la Pobla de Vallbona, al Camp de Túria.

## Història
La Casa Gran va ser adquirida per l'Ajuntament de la Pobla de Vallbona el 1998. L'any 2008 s'inaugurà a l'edifici el museu etnològic que porta el seu nom i que és de titularitat municipal, amb fons, unos 5000 objectes, que han estat principalment donats pel propi veinat.
Des del 2 de març de 2017 forma part de la Xarxa de Museus Etnològics Locals de la província de València.

## Seu
Està ubicat al carrer de Sant Josep 13 de la Pobla de Vallbona, a una antiga casa tradicional del segle xviii, de grans propietaris agrícoles de la comarca. També té accés pel carrer de Sant Antoni 14-

## Continguts
Una part de l'edifici reflecteix la zona d’habitatge, tant dels propietaris, què hi residien temporalment, com de la família de l’estatger. En la resta de l’edifici estan les dependències econòmiques: l’estable; l’andana; el celler, amb el cup, la premsa i la zona d’emmagatzematge del vi en grans botes; l’almàssera, amb tota la instal·lació per elaborar l’oli i la tenda on es venien aquests productes.
A més d'exposicions i visites guiades o teatralitzades, el museu organitza altres activitats com visites a espais arqueològics i naturals de la Pobla de Vallbona i tallers infantils. Al tractar-se d'un edifici de propietat municipal, també s'hi celebren bodes civils.